# Tysklands Grand Prix 1954

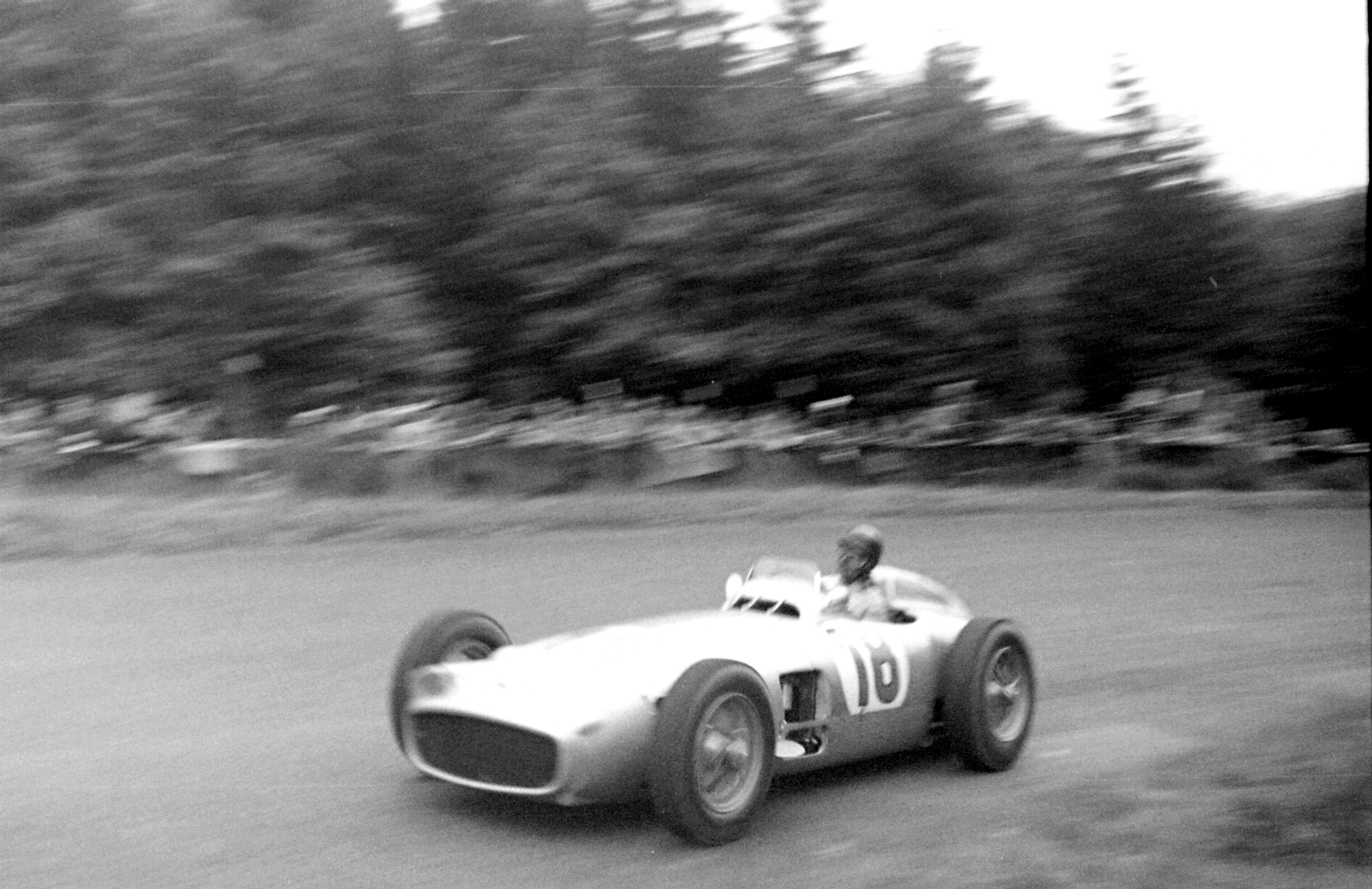
Juan Manuel Fangio vann loppet med sin Mercedes-Benz W196.

Tysklands Grand Prix 1954 var det sjätte av nio lopp ingående i formel 1-VM 1954. 

## Resultat
- 1 Juan Manuel Fangio, Mercedes-Benz, 8 poäng
- 2 José Froilán González, Ferrari[1], 3
- = Mike Hawthorn, Ferrari[1], 3
- 3 Maurice Trintignant, Ferrari, 4
- 4 Karl Kling, Mercedes-Benz, 3+1
- 5 Sergio Mantovani, Maserati, 2
- 6 Piero Taruffi, Ferrari
- 7 Harry Schell, Harry Schell (Maserati)
- 8 Louis Rosier, Ecurie Rosier (Ferrari)
- 9 Robert Manzon, Ecurie Rosier (Ferrari)
- 10 Jean Behra, Gordini

### Förare som bröt loppet
- Prince Bira, Bira (Maserati) (varv 17, styrning)
- Hermann Lang, Mercedes-Benz (10, snurrade av)
- Clemar Bucci, Gordini (8, hjul)
- Theo Helfrich, Hans Klenk (Klenk-BMW) (8, motor)
- Hans Herrmann, Mercedes-Benz (7, bränsleläcka)
- Paul Frère, Gordini (4, hjul)
- Mike Hawthorn, Ferrari[2] (3, transmission)
- Roberto Mières, Roberto Mières (Maserati) (2, bränsleläcka)
- Stirling Moss, Moss (Maserati) (1, hjullager)
- André Pilette, Gordini (0, upphängning)

### Förare som ej startade
- Onofre Marimón, Maserati (fatal olycka) †
- Luigi Villoresi, Maserati (drog sig tillbaka)
- Ken Wharton, BRM (Maserati) (drog sig tillbaka)